# Rengma
Rengma (también llamado anzang) es un grupo étnico de 15 000 individuos según el censo de 1981 en el distrito Phek de Naga Pradesh y en el estado de Asam, India nororiental. Están relacionados con los mikir.
En su territorio, conocido como la región rengma, practican tanto la agricultura de terrazas como la agricultura de roza y quema. La endogamia de clan está prohibida. Profesan tanto las religiones tradicionales como el cristianismo.
- Datos: Q7313206